# Foldafjord
Der Foldafjord oder Foldfjord oder einfach Folda (norwegisch Foldafjorden oder Foldfjorden) ist ein Fjord in den Gemeinden Namsos und Nærøysund (Trøndelag) in Norwegen. Als Folda bezeichnet man auch das Meeresgebiet, das sich außerhalb des Fjords nach Süden erstreckt, und der Foldafjord ist der Fjordanteil dieses Meeresgebiets.
Innerfolda (oder Indre Foldafjorden) ist ein langer Seitenarm des Foldafjords. Zusammen sind es von der Mündung des Foldafjords bis zum Ende des Innerfoldas 71 km.
Der Fjord hat seine Mündung zwischen dem Fischerdorf (norwegisch Fiskevær) Abelvær im Norden und der Insel Jøa im Süden und erstreckt sich in nordöstlicher Richtung landeinwärts. Auf der Ostseite von Jøa zweigt der Gyltfjord nach Süden ab. Nordöstlich von dessen Mündung liegt der Weiler Salsnes. Etwas weiter nach Nordosten liegt der kleine Fjord Fjærangen. Die Nationalstraße 769 kreuzt die äußeren Teile dieses Fjords und führt dann ein kurzes Stück weiter zum Weiler Lund. Von dort führt eine Fähre nach Norden bis nach Geisnes und Hoflesja auf der Nordseite des Fjords.
Die Halbinsel Geisneset teil den Fjord in zwei Teile. Auf der Südseite setzt sich der Fjord nach Osten fort bis zum Oppløyfjord. Nachdem der Fjord die Nordseite von Geisneset passiert hat, teilt er sich noch einmal in zwei Teile: Der Kvisten setzt sich nach Osten fort, während der Korsnesstraumen nach Norden bis nach Kolvereidvågen und Kolvereid führt. Hier beginnt auch die Innerfolder und erstreckt sich weitere 42 km landeinwärts.